# Карауэй, Брайан
Брайан Карауэй (англ. Bryan Caraway; род. 4 августа 1984, Якима, Вашингтон) — американский боец смешанного стиля, представитель легчайшей и полулёгкой весовых категорий. Выступает на профессиональном уровне начиная с 2005 года, известен по участию в турнирах бойцовских организаций UFC, Strikeforce, EliteXC, WEC и др. Участник 14 сезона бойцовского реалити-шоу The Ultimate Fighter.

## Биография
Брайан Карауэй родился 4 августа 1984 года в городе Якима, штат Вашингтон. Его отец — ветеран Войны во Вьетнаме, награждённый двумя медалями «Пурпурное сердце».
Детство провёл в Голдендейле. Поступил в Колледж Северного Айдахо, где учился в течение года, затем на три с половиной года перевёлся в Центральный вашингтонский университет. В университете серьёзно занимался борьбой, участвовал в различных студенческих соревнованиях, однако в 2004 году университетская программа подготовки борцов была закрыта из-за недостатка талантов.
Карауэй пришёл в ММА при содействии товарища по борцовской команде, который познакомил его со своим двоюродным братом Деннисом Холлманом, уже состоявшимся профессиональным бойцом.

### Начало профессиональной карьеры
Дебютировал в смешанных единоборствах на профессиональном уровне в сентябре 2005 года, в дебютном поединке техническим нокаутом во втором раунде проиграл Иэну Лавленду. Несмотря на проигрыш, Карауэй продолжил активно выступать в ММА, дрался в небольших американских промоушенах, причём из большинства боёв выходил победителем.
Второе поражение в профессиональной карьере потерпел в сентябре 2006 года, в поединке с Джоном Гундерсоном попался на рычаг локтя и вынужден был сдаться.
В период 2008—2010 годов Карауэй отметился выступлениями в таких крупных промоушенах как Strikeforce, EliteXC, WEC — здесь его соперниками были такие известные бойцы как Вилсон Рейс, Марк Хоминик, Фредсон Пайсан. Тем не менее, всем троим он проиграл.

### The Ultimate Fighter
В 2011 году Брайан Карауэй попал в число участников 14 сезона популярного бойцовского реалити-шоу The Ultimate Fighter. На отборочном этапе выиграл по очкам у Эрика Марриотта и под общим четвёртым номером был выбран в команду Джейсона Миллера.
На стадии четвертьфиналов полулёгкой весовой категории с помощью удушающего приёма сзади принудил к сдаче Маркуса Бримеджа, тогда как в полуфинале был нокаутирован Диегу Бранданом.

### Ultimate Fighting Championship
Несмотря на проигрыш в полуфинале TUF, Карауэй всё же получил возможность подписать контракт с крупнейшей бойцовской организацией мира Ultimate Fighting Championship и дебютировал здесь в декабре 2011 года, выиграв сдачей у своего товарища по реалити-шоу Дастина Ниса.
Спустившись в легчайшую весовую категорию, в июле 2012 года победил удушающим приёмом сзади Митча Ганьона, заработав при этом бонус за лучший бой вечера.
В 2013 году раздельным решением судей потерпел поражение от Такэя Мидзугаки и с помощью «гильотины» заставил сдаться Джонни Бедфорда — удостоился награды за лучший приём вечера.
В 2014 году досрочно одолел Эрика Переса, но по очкам уступил Рафаэлу Асунсану.
В 2015 и 2016 годах добавил в послужной список победы над такими бойцами как Эдди Уайнленд и Алджамейн Стерлинг соответственно.
Достаточно долго не выходил в октагон из-за череды травм. Наконец, в 2018 году вернулся и провёл бои против Коди Стаманна и Педру Муньюса — обоим проиграл, и на этом его сотрудничество с организацией подошло к концу.

### Дальнейшая карьера
Покинув UFC, в 2019 году Карауэй подписал контракт с южнокорейским промоушеном Battlefield Fighting Championship.

## Статистика в профессиональном ММА
| Боёв 30  | Побед 21 | Поражений 9 |
| -------- | -------- | ----------- |
| Нокаутом | 2        | 2           |
| Сдачей   | 16       | 2           |
| Решением | 3        | 5           |

| Результат | Рекорд | Соперник            | Способ                  | Турнир                                                    | Дата             | Раунд | Время | Место                | Примечание                          |
| --------- | ------ | ------------------- | ----------------------- | --------------------------------------------------------- | ---------------- | ----- | ----- | -------------------- | ----------------------------------- |
| Поражение | 21-9   | Педру Муньюс        | TKO (удары)             | The Ultimate Fighter: Heavy Hitters Finale                | 30 ноября 2018   | 1     | 2:39  | Лас-Вегас, США       |                                     |
| Поражение | 21-8   | Коди Стаманн        | Раздельное решение      | UFC 222                                                   | 3 марта 2018     | 3     | 5:00  | Лас-Вегас, США       |                                     |
| Победа    | 21-7   | Алджамейн Стерлинг  | Раздельное решение      | UFC Fight Night: Almeida vs. Garbrandt                    | 29 мая 2016      | 3     | 5:00  | Лас-Вегас, США       |                                     |
| Победа    | 20-7   | Эдди Уайнленд       | Единогласное решение    | UFC on Fox: Dillashaw vs. Barão 2                         | 25 июля 2015     | 3     | 5:00  | Чикаго, США          |                                     |
| Поражение | 19-7   | Рафаэл Асунсан      | Единогласное решение    | UFC Fight Night: MacDonald vs. Saffiedine                 | 4 октября 2014   | 3     | 5:00  | Галифакс, Канада     |                                     |
| Победа    | 19-6   | Эрик Перес          | Сдача (удушение сзади)  | UFC Fight Night: Henderson vs. Khabilov                   | 7 июня 2014      | 2     | 1:52  | Альбукерке, США      |                                     |
| Победа    | 18-6   | Джонни Бедфорд      | Сдача (гильотина)       | UFC 159                                                   | 27 апреля 2013   | 3     | 4:44  | Ньюарк, США          | Приём вечера.                       |
| Поражение | 17-6   | Такэя Мидзугаки     | Раздельное решение      | UFC on Fuel TV: Silva vs. Stann                           | 3 марта 2013     | 3     | 5:00  | Сайтама, Япония      |                                     |
| Победа    | 17-5   | Митч Ганьон         | Сдача (удушение сзади)  | UFC 149                                                   | 21 июля 2012     | 3     | 1:39  | Калгари, Канада      | Дебют в легчайшем весе. Бой вечера. |
| Победа    | 16-5   | Дастин Нис          | Сдача (удушение сзади)  | The Ultimate Fighter: Team Bisping vs. Team Miller Finale | 3 декабря 2011   | 2     | 3:38  | Лас-Вегас, США       |                                     |
| Победа    | 15-5   | Марлин Вайкель      | Сдача (удушение сзади)  | CageSport 13                                              | 19 февраля 2011  | 1     | 3:17  | Такома, США          |                                     |
| Поражение | 14-5   | Фредсон Пайсан      | Раздельное решение      | WEC 50                                                    | 18 августа 2010  | 3     | 5:00  | Лас-Вегас, США       |                                     |
| Поражение | 14-4   | Марк Хоминик        | Сдача (рычаг локтя)     | WEC 46                                                    | 10 января 2010   | 1     | 3:48  | Сакраменто, США      |                                     |
| Победа    | 14-3   | Эдди Пелчински      | Сдача (треугольник)     | CageSport 7                                               | 3 октября 2009   | 1     | 3:55  | Такома, США          |                                     |
| Победа    | 13-3   | Алекс Суньига       | Единогласное решение    | Strikeforce Challengers: Villasenor vs. Cyborg            | 19 июня 2009     | 3     | 5:00  | Кент, США            |                                     |
| Победа    | 12-3   | Дэниел Стенович     | Сдача (треугольник)     | CageSport MMA                                             | 29 ноября 2008   | 1     | 1:47  | Такома, США          |                                     |
| Поражение | 11-3   | Вилсон Рейс         | Единогласное решение    | EliteXC: Unfinished Business                              | 26 июля 2008     | 3     | 5:00  | Стоктон, США         | Бой в промежуточном весе 63,5 кг.   |
| Победа    | 11-2   | Элвин Какдак        | Сдача (удушение сзади)  | Strikeforce: Melendez vs. Thomson                         | 27 июня 2008     | 1     | 1:39  | Сан-Хосе, США        | Бой в промежуточном весе 63,5 кг.   |
| Победа    | 10-2   | Стив Шарп           | Сдача (треугольник)     | International Fighting Championship: Caged Combat         | 26 апреля 2008   | 2     | 2:35  | Нампа, США           |                                     |
| Победа    | 9-2    | Дейв Лер Кокран     | Сдача (удушение сзади)  | Sport Fight 21: Seasons Beatings                          | 22 декабря 2007  | 2     | 4:15  | Портленд, США        |                                     |
| Победа    | 8-2    | Эдди Белен          | TKO (удары руками)      | SF: Clash at the Casino 2                                 | 30 июня 2007     | 1     | 1:29  | Пендлтон, США        |                                     |
| Победа    | 7-2    | Сауль Митчелл       | Сдача (рычаг локтя)     | MMAC: The Revolution                                      | 12 мая 2007      | 1     | 3:04  | Вашингтон, США       |                                     |
| Победа    | 6-2    | Харрис Норвуд       | Сдача (удушение сзади)  | Lords of the Cage                                         | 24 февраля 2007  | 2     | 4:00  | Анакортес, США       |                                     |
| Победа    | 5-2    | Энди Лукеш          | Сдача (удушение сзади)  | Sport Fight 18: Turning Point                             | 6 января 2007    | 2     | 4:30  | Портленд, США        |                                     |
| Поражение | 4-2    | Джон Гундерсон      | Сдача (рычаг локтя)     | Desert Brawl: Oregon vs. Texas                            | 23 сентября 2006 | 2     | 4:10  | Редмонд, США         |                                     |
| Победа    | 4-1    | Тревор Харрис       | Сдача (удушение сзади)  | Sport Fight 16: Clash at the Casino                       | 24 июня 2006     | 1     | 1:43  | Пендлтон, США        |                                     |
| Победа    | 3-1    | Джейсон Чакелнаскит | Сдача (удушение сзади)  | AX Fighting Championships: Impact                         | 27 мая 2006      | 2     | n/a   | Таун-энд-Кантри, США |                                     |
| Победа    | 2-1    | Ноа Томас           | Сдача (удушение сзади)  | Professional Fighting Association: Pride & Fury 4         | 23 марта 2006    | 1     | 3:31  | Уорли, США           |                                     |
| Победа    | 1-1    | Гален Буш           | TKO (удары руками)      | AX Fighting Championships: Assault at the Armory          | 18 марта 2006    | n/a   | n/a   | Эверетт, США         |                                     |
| Поражение | 0-1    | Иэн Лавленд         | TKO (остановлен врачом) | Sport Fight 12: Breakout                                  | 16 сентября 2005 | 2     | 0:31  | Портленд, США        |                                     |